# Hegyi Lóránd
Hegyi Lóránd (Budapest, 1954. április 19. –) magyar művészettörténész, kiállításrendező, egyetemi tanár.

## Élete és munkássága
Hegyi Lajos és Fridrich Marianna gyermekeként született. 1972–1977 között az Eötvös Loránd Tudományegyetem bölcsészettudományi karának művészettörténet-esztétika szakos hallgatója volt. 1977–1989 között a Magyar Tudományos Akadémia Művészettörténeti Kutatócsoportjának tudományos munkatársa volt. 1981–1990 között az ELTE BTK művészettörténet szakán tanított. 1988–1993 között az Iparművészeti Főiskola tanára, 1989-től egy esztendőn keresztül a Műcsarnok nemzetközi osztályvezetője volt.
1989–1991 között a grazi Karl Franzens Egyetemen (Karl-Franzens-Universität Graz) tanított. 1990–2000 között a bécsi Modern Művészetek Múzeumának (MUMOK) igazgatója, 2002–2006 között a nápolyi Kortárs Művészeti Központ igazgatója volt. 2003 óta a St.-Étienne-i Modern Művészetek Múzeumának igazgatója. 2005 óta a strasbourgi Apollonia Alapítvány elnöke. 2006-ban a Pécsi Tudományegyetem díszdoktorává avatták.
Kutatási területe a 20. század közép-európai és egyetemes művészettörténet, ennek elmélete, valamint a modern műalkotások interpretációja. Pályája során i a kortárs művészet számos nagy mesterét mutatta be, mint Jannis Kounellis, Salvatore Garau, Michelangelo Pistoletto, Giovanni Anselmo, Günther Uecker, Dennis Oppenheim, Richard Nonas, Joel Shapiro, Roman Opałka, ORLAN, Bertrand Lavier, Gilbert & George, Anne e Patrick Poirier, Georg Baselitz, Tony Cragg, Peter Halley, Anish Kapoor.

## Általa rendezett kiállítások
- 1979 Öt nőművész. Bercsényi Klub
- 1980 „Iparterv” 68-80 : Kiállítás az Iparterv dísztermében … 1980. január 30. – február 15.
- 1980 Korniss Dezső kiállítása : Magyar Nemzeti Galéria, Budapest, 1980. március-május
- 1981 Nádler István : Székesfehérvár, Csók István Képtár, 1981. június 14. – szeptember 13.
- 1981 Új szenzibilitás I., Fészek Galéria, Budapest
- 1982 Várnai György fénygrafikái, Magyar Nemzeti Galéria
- 1983 Új szenzibilitás II., Óbudai Pincegaléria, Budapest
- 1984 Frissen festve, Ernst Múzeum
- 1985 Új szenzibilitás III., Budapest Galéria, Budapest
- 1985 Pillanatkép. Magyar festők három nemzedéke, kiállítás, Műcsarnok (1985. december 12. – 1986. január. 12.)
- 1985 Drei Generationen ungarischer Künstler: [Ausstellung]: Graz, Neue Galerie am Landesmuseum Joanneum, Künstlerhaus, 1985. október 18. – november. 10.
- 1986 Bak, Birkás, Kelemen, Nádler : velencei biennále, magyar pavilon
- 1986 az Eklektika [Magyar Nemzeti Galéria, Budapest, 1986. február – június]
- 1986 Pinczehelyi. Ernst Múzeum, Budapest, 1986. november 6-30., Pécsi Galéria, Pécs, 1986. december 12.
- 1987 Dialógus IV. : Fészek Galéria, 1986/87-6 (ápr. 7. – máj. 1.)
- 1987 a Domus Aurea; Fészek Galéria, lyoni, esslingeni, dortmundi, mannheimi, amszterdami Kortárs magyar művészet
- 1987 Neue Sensibilität : ungarische Malerei der 80er Jahre; Galerie der Stadt Esslingen, Villa Merkel, 1987. január 23. – március 1.
- 1987 Ungarische Malerei der 80er Jahre : Eine Ausstellung im Rahmen der Auslandskulturtage der Stadt Dortmund : Museum am Ostwall Dortmund, 1987. május 16. – június 28.
- 1987 Die Neue Malerei in Ungarn, Neue Senzibiltät Ungarische Malerei der 80er Jahre, Galerie Stadt Eslingen, Villa Merke; Museum für Kunst und Kulturgeschichte der Stadt Dortmund; Mannheim; Lyon
- 1987 Új szenzibilitás IV. = New sensibility IV. : [Pécsi Galéria, Pécsi Kisgaléria, 1987. március 13. – április 5.]
- 1988 a bécsi és linzi Budapest '88
- 1990 a Metafora
- 1991 a müncheni Pozíciók a '90-es évek magyar művészetében
- 1991 Metafora = Metaphor, Pécsi Galéria, Pécs; Kennesaw; Atlanta; Georgia
- 1992 a bécsi Reduktivizmus
- 1993 a velencei biennálén a Közép-Európa kortárs művészete
- 1993 Konfrontáció, Museum Moderner Kunst, Bécs
- 1993 Toyama Biennálé (társkurátor)
- 1994 a bécsi és párizsi Kommentár Európához
- 1995 a barcelonai Európa a vízözön után
- 1996 a bécsi Abstrakt/Real
- 1997-1998 Interactus-sorozat
- 1999 a bécsi és a szarajevói Szarajevó 2000
- 2000 a párizsi Európa másik fele
- 2002 a barcelonai A tér koncepciói
- 2003 a velencei Solares
- 2005 a nápolyi Az adakozó személy – A kis realitások vonzása
- 2007 a belgrádi Mikro-narratívák
- 2008 a szöuli Érzékeny szisztémák
- Salvatore Garau 1993/2015 papèis e telas, Editore Ambasciata Italiana, Museu Nacional do Conjunto Cultural da República, Brasilia, Brasile (2016)
- Rosso Wagner – Wagner Red. Garau Salvatore, Ed. Corraini, Milano (2015) ISBN 9788875704773
- Salvatore Garau, GLV Adv., Milano (2004)
- Nádler István (kismonográfia, 1981)
- Korniss Dezső (nagymonográfia, 1982)
- Új szenzibilitás – egy művészeti szemléletváltás körvonalai (1983)
- Avantgarde és transzavantgard – a modern művészet korszakai (1986)
- Anna Margit. Egy festőnő Közép-Európában (1989)
- Utak az avantgárdból (tanulmányok kortárs művészekről, 1990)
- Élmény és fikció – Modernizmus, avantgárd, transzavantgárd (1991)
- A művészet koegzisztenciája – egy kiállítási modell (1993)
- Alexandria (1995)
- Pinczehelyi Sándor (kismonográfia, 1995)
- Nádler – Egy festő Közép-Európában (nagymonográfia, 1999)
- Roman Opalka (1999)
- I love you (2003)
- The courage to be alone (2004)
- Fragilitia della narrativa (2007)
- Salvatore Garau. Photogrammes avec horizon (2009)

## Díjai
- Kassák-díj (1982)
- Munkácsy-díj (1991)
- a francia Irodalom és művészet rendjének lovagja (1998)
- Olasz kultúra szolgálatának érdemrendje (1999)
- Spanyol kultúra szolgálatának királyi érdemrendje (2000)
- a Magyar Köztársasági Érdemrend Tiszti Keresztje (2007)
- Gábor Áron: Fény labirintus; szöv. Hegyi Lóránd; Faur Zsófi Galéria, Bp., 2013 (Mai magyar képzőművészet)